# Rezerwat przyrody Buczynowe Wąwozy im. prof. Floriana Celińskiego
Rezerwat przyrody „Buczynowe Wąwozy im. prof. Floriana Celińskiego” – rezerwat leśny utworzony 30 maja 1956 we wschodniej części Puszczy Bukowej, na terenie Szczecińskiego Parku Krajobrazowego „Puszcza Bukowa”, 2 km na wschód od rezerwatu przyrody „Kołowskie Parowy”. Znajduje się w województwie zachodniopomorskim, w gminie Stare Czarnowo, około 2,5 km na południe-południowy zachód od osiedla Szczecin-Śmierdnica, 1,5 km na północ od Dobropola Gryfińskiego.
W 2005 rezerwat nazwano imieniem prof. Floriana Celińskiego – wybitnego geobotanika i świetnego znawcy szaty roślinnej.
W 1956 rezerwat obejmował pierwotnie obszar 65,18 ha, po zmianie granic w 1964 tylko 39,94 ha. W 2005 rezerwat powiększono do 56,38 ha, natomiast obecnie podawana powierzchnia to 56,53 ha. Cały obszar rezerwatu podlega ochronie ścisłej.
Rezerwat przyrody utworzono dla ochrony najlepiej wykształconego i zachowanego zespołu buczyny pomorskiej z kostrzewą leśną w runie i zespołu łęgu olszowego. Niewielkie fragmenty na południowych brzegach rezerwatu zajmuje buczyna pomorska w wariancie typowym, dla której gatunkiem lokalnie charakterystycznym jest żywiec cebulkowy. Na bardziej stromych stokach wystawionych na działanie wiatru występują płaty kwaśnej dąbrowy. W dolinach między pagórkami wykształcił się zespół łęgu olszowego, którego najpiękniejsze płaty znajdują się nad Potokiem Kłobuckim. Występuje w nim olsza czarna, a warstwę krzewów tworzą: trzmielina zwyczajna, głóg, jesion wyniosły, klon jawor i in. Warstwa zielna bujnie rozwinięta, a wśród wielu gatunków charakterystycznych dla zespołu są skrzyp leśny i czartawa drobna. Na południowych brzegach rezerwatu spotyka się również zespół olsu.
Rezerwat leśny, o urozmaiconej rzeźbie terenu ze wzgórzami o stromych zboczach i głębokich dolinach, na wschodzie jego granicę wyznacza południowy odcinek pętli Drogi Bieszczadzkiej w dolinie Potoku Kłobuckiego, a na północy jego dopływ. Cały obszar ochrony ścisłej porośnięty starodrzewem bukowym, przeważa żyzna buczyna niżowa (Galio odorati-Fagenion) z udziałem buczyny kwaśnej (Luzulo-Fagenion). W dolinach lasy łęgowe: łęg jesionowo-olszowy (Fraxino-Alnetum), podgórski łęg jesionowy (Carci remotae-Fraxinetum) i ols porzeczkowy (Ribeso-Alnetum).
Celem ochrony jest zachowanie cennych siedlisk rzadkich i chronionych roślin naczyniowych, mszaków i grzybów, takich jak: kruszczyk siny (Epipactis purpurata), marzanka wonna (Galium odoratum), przylaszczka pospolita (Hepatica nobilis), turzyca zgrzebłowata (Carex strigosa), żywiec cebulkowy (Dentaria bulbifera), szczaw gajowy (Rumex sanguineus), gwiazdnica bagienna (Stellaria ulginosa), żankiel zwyczajny (Sanicula europaea), rzęśl długoszyjkowa (Callitriche cophocarpa), torfowce (Sphagnum sp.), bielistka siwa (Leucobryum glaucum), soplówka bukowa (Hericium corolloides), szyszkowiec łuskowaty (Strobilomyces strobilaceus), smolucha bukowa (Ischnoderma resinosum), siedzuń sosnowy (Sparassis crispa), maczużnik bojowy (Cordyceps militaria) oraz gatunków ptaków: bociana czarnego (Ciconia nigra), dzięcioła czarnego (Dryocopus martius), siniaka (Columba oeanas), muchołówki małej (Ficedula parva) i bezkręgowców, przede wszystkim chrząszczy związanych ze środowiskiem rozkładającego się drewna: Sinodendron cylindricum, ciołka matowego (Dorcus parallelopipedus), Ampedus rufipennis, Pletydema violaceus.
Wzdłuż wschodniej granicy rezerwatu, Drogą Bieszczadzką w dolinie Potoku Kłobuckiego prowadzi znakowany żółty turystyczny Szlak Buczynowych Wąwozów.